# Nœud de Kinoshita-Terasaka

Nœuds mutants de Kinoshita-Terasaka K11n42 et de Conway K11n34.

En  théorie des nœuds, le [ nœud de Kinoshita-Terasaka est un nœud premier particulier. Ce nœud, de numéro K11n42 sur le  The Knot Atlas, possède de multiples propriétés mathématiques : Il a 11 croisements ; il est lié par mutation au nœud de Conway avec lequel il partage le même  polynôme de Jones. Il a le même polynôme d'Alexander que le nœud trivial.